# Orchard Road (Singapore)
Orchard Road is een hoofdweg van ongeveer 2,5 kilometer in het Centraal Gebied in Singapore. In het noorden en oosten grenst Orchard aan het stadsgebied Newton en River Valey in het zuiden. 

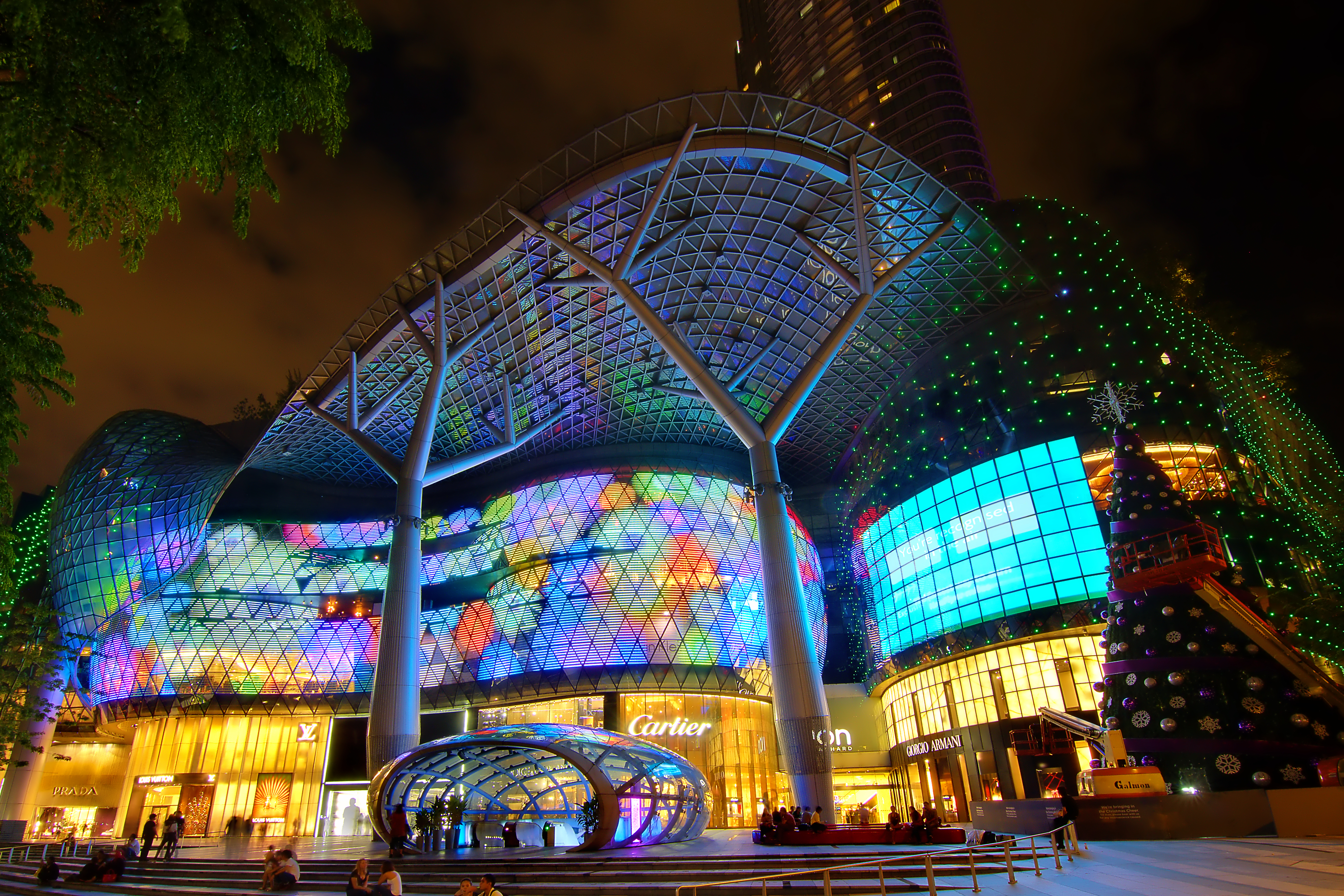
Winkelcentrum aan Orchard Road

Orchard Road is vooral bekend voor zijn grote Winkelcentrum met grote internationale winkels en de vele restaurants.